# Ruth Maddison
Ruth Maddison es una fotógrafa australiana nacida en 1945. Se inició en la fotografía en la década de 1970 y desde entonces sigue contribuyendo a la comunidad de las artes visuales australiana.

## Biografía
Maddison reside en Eden, en la costa sur de Nueva Gales del Sur. Estudiante de primer año de fisioterapia y madre de tres hijos, Maddison desempeñó varios trabajos antes de aventurarse en el mundo de fotografía en 1976. Su amigo, Ponch Hawkes, que era fotógrafo, la animó a utilizar una cámara disponible y montar un laboratorio en casa. Esto daría lugar a un proyecto comercial seis meses después y a una exposición individual al cabo de los tres años. A pesar de ser autodidacta, consiguió éxito comercial y de crítica nacional.
Maddison además ocupó un puesto de profesora en un instituto de enseñanza australiano.

## Reconocimientos
Entre los reconocimientos logrados se encuentran el Premio de Arte de la Ciudad de Hobart (2007) y el Premio Nacional de Fotografía de Retrato Josephine Ulrick (2002).
En 2013, Maddison obtuvo una residencia de tres meses en el Artspace Visual Arts Centre de Sídney. Un programa fruto de la colaboración entre Regional Arts New South Wales y Sydney Gallery, patrocinado por Copyright Agency Cultural Fund, que ofrece a los artistas de la región el espacio, la financiación y la asistencia curatorial necesaria para crear y exponer sus obras en un entorno urbano.

## Fotografía
La carrera de Maddison como fotógrafa independiente abarca proyectos por encargo para compañías de teatro, organizaciones gubernamentales y agencias de prensa. Desde 1984 hasta 1985, se involucró en un proyecto llamado artistas en comunidad, financiado por el Ministerio de las Artes de Victoria. Dado que sus intereses profesionales están en el retrato y el documental social, la obra de Maddison produce una gran sensación de intimidad. A lo largo de la década de 1980, la mayor parte de sus fotografías se centraron en personas de entornos sociales del área metropolitana de Melbourne. Cuando se trasladó desde esta ciudad a un lugar más rural junto al mar en 1996, y siendo una fotógrafa prolífica, su catálogo se amplió para incluir reconocidas series enfocadas en las historias de personas del distrito de Eden y Pambula en New South Wales. Entre muchas otras, Now A River Went Out of Eden (2002) y Girt by Sea (2008).
Maddison continúa explorando temas sobre las relaciones, las comunidades y las familias. Sus proyectos a menudo hacen referencia a lazos de unión y ofrecen a los espectadores una visión de la vida cotidiana y los rituales de los ciudadanos comunes dentro de sus hogares y barrios. Además, su empeño como fotógrafa feminista ha dado voz a las mujeres de la comunidad y al movimiento feminista australiano en las décadas de 1970 y 1980. Estos trabajos incluyen: Y así ... nos unimos a la Unión (1985), Mujeres mayores de 60 años (1991) y Madres solteras (1995). 

## Técnicas fotográficas
En su primera exposición individual en 1979, Vacaciones de Navidad con la familia de Bob, Maddison realizó una serie de imágenes coloreadas a mano. Una técnica que fue popular en el siglo XIX y principios del siglo XX. Los fotógrafos agregaban pinturas, tintes u otros materiales y medios para infundir colores a las imágenes en blanco y negro, prolongar la vida de los colores existentes en las imágenes, aumentar el valor monetario de sus obras, corregir los errores cometidos e imbuir una singularidad a sus fotografías como medio de expresión creativa. Sin embargo, con el avance de la tecnología y la introducción de las impresiones modernas, la práctica de colorear fotografías a mano perdió su popularidad hasta tiempos recientes en los que ha  resurgido esta técnica.  En 2015, la Galería Nacional de Victoria realizó una exposición con obras de varios artistas, incluidas las de Maddison, que resaltaba la belleza de este medio.
En la última parte de su carrera hizo algunos cambios artísticos. En una entrevista de 2015 con Estelle Pigot, Maddison expresaba su preocupación por las noticias de las cadenas públicas, que en su opinión provocan una deriva en la comunidad. Su nuevo nueva obra se centró principalmente en las historias que unen a las personas desconocidas, así como en temas relacionados con la muerte, la decadencia y la mortalidad. Aunque sus comienzos fueron exclusivamente fotográficos, con el tiempo Maddison pasó a utilizar textiles, esculturas y la imagen en movimiento. Algunas de sus obras experimentales de 2009, pertenecientes a un proyecto llamado Hay un tiempo, incluyen: "Dead to the world", impresión de inyección de tinta sobre tela de algodón / seda, flores de tela cosidas con hilo de algodón, "Coming to the Monaro", bucle de video silenciado, "El día que dejé mi jardín #1 y #2", metacrilato, vidrio, madera, luz de neón, con flores secas prensadas sobre papel y 'Hay un tiempo', 2009, impresiones de pigmentos de archivo sobre un trapo de algodón 100%.

## Crítica
En un artículo publicado por The Australian, en 1983, "Los pintores abstractos señalan el camino para una mejora de la economía", Sandra McGrath comentó acerca del trabajo de Maddison en una exposición colectiva titulada Survey 83 en la Watters Gallery en Sídney. Las fotografías mostradas en esta exposición pertenecen a la serie Some Men, del mismo año, de la fotógrafa. McGrath hizo una observación sobre el uso de la técnica de colorear a mano empleada por Maddison, que no lo utiliza para añadir glamour al tema como suelen hacer los fotógrafos comerciales, sino para crear una sensación de surrealista y un efecto de pintura en las imágenes. Al utilizar pintura al óleo, Maddison cambió la tonalidad del fondo, la textura, los tonos de piel y los colores. Además, McGrath notó la ausencia de connotaciones sexuales en el trabajo de Maddison, excepto en dos casos, aunque estas son tomas muy espontáneas de modelos masculinos. Esto se atribuye al hecho de que Maddison dedicó tiempo a establecer una relación con sus sujetos antes de  fotografiarlos.

## Colecciones
El trabajo de Maddison está representado en importantes colecciones públicas de museos, galerías, espacios de arte e instituciones nacionales. Estos incluyen: Galería Nacional de Australia, Canberra; Galería Nacional de Victoria, Melbourne; Galería de Arte de Queensland, Brisbane; Museo de Arte Contemporáneo, Sídney; Museo y Galería de Tasmania, Hobart; Museo Judío de Australia, Melbourne; Colección de imágenes de la Biblioteca Nacional de Australia, Canberra; Colección de imágenes de la Biblioteca Estatal de Victoria, Melbourne; Colección de imágenes de la Biblioteca Estatal de Nueva Gales del Sur, Sídney; Galería de Arte Regional Tweed River, Queensland; Museo de Arte de la Universidad Griffith, Queensland; Universidad Charles Sturt, Nueva Gales del Sur; ACT Community Health Care, Belconnen; Hospital Real de Mujeres, Melbourne; Centro de Arte Regional de Albury, Victoria; Consejo de Trades Hall, Melbourne; Consejo Australiano de Sindicatos, Melbourne; Museo de Artes Escénicas, Melbourne; Galería Artistas por la Paz, Moscú.

## Publicaciones
Su trabajo también se puede conocer a través de publicaciones importantes de las principales galerías nacionales. Entre ellas: Fotografía australiana reciente: del Fondo KODAK, 1985; Living in the 70s: Contemporary Photographers de la National Gallery of Victoria, 1987; The Thousand Mile Stare: una exposición fotográfica del Victorian Center de Photography, Melbourne, 1988; Fotografía australiana: los años 80 por la Galería Nacional Australiana, Canberra, 1988; Shades of Light de la Australian National Gallery, Canberra, 1988; Exposiciones indecentes: veinte años de fotografía feminista australiana del Power Institute of Fine Arts, Sydney, 1994 y 2nd Sight: fotografía australiana de la Galería Nacional de Victoria, Melbourne, 2002.

## Exposiciones

### Selección de exposiciones individuales
Desde1979 Maddison ha realizado exposiciones individuales dentro y fuera de Australia. Entre otras:
- 1979: Vacaciones de Navidad con Bob's Family, Ewing Gallery, Universidad de Melbourne. Esta exposición incluía una serie de fotografías coloreadas a mano que se hicieron con la intención de simular las imágenes de un álbum familiar.
- 1980: When A Girl Marries, Centro Australiano de Fotografía, Sídney.
- 1983: Algunos hombres, Watters Gallery, Sydney.
- 1988: Fotografía callejera de Australia, Gallería Artistas por la Paz, Moscú
- 1991/92/94: Mujeres mayores de 60 años, Centro Victoriano de Fotografía; Artspace, Sydney; Centro de artes escénicas de Darwin.
- 1993/94: Blanche Street 1985–1993: extractos de un diario fotográfico, Linden, St.Kilda Arts Centre, Melbourne; Galería Tin Sheds, Sydney.
- 1995: Madres solteras, Access Gallery, National Gallery of Victoria; Royal Women's Hospital, Melbourne; National Wool Museum, Geelong, Victoria
- 1998: Familias Judías, Museo Judío de Australia, Melbourne.
- 2002/03: Now a River Went Out of Eden, Galería Regional Bega Valley, Nueva Gales del Sur y Galería Stills, Sydney.
- 2003: Response, Photoaccess, Canberra.
- 2008/09: Girt by Sea, Galería de Arte Regional de Cowra; Museo Eden Killer Whale, Nueva Gales del Sur.
- 2008: Now You See Us, Jindabyne National Park Visitors Centre.
- 2009: Hay un tiempo, PhotoAccess, Canberra.

### Selección de exposiciones colectivas
Son muchas las exposiciones colectivas importantes que han mostrado el trabajo de Maddison. Entre otras:
- 1985: And so... we joined the Union, RMIT Gallery, Melbourne.[5] Se trata de una exposición centrada en la participación de las mujeres en el sindicato.
- 1988: Fotografía australiana: la década de 1980, Galería Nacional Australiana y Galerías Estatales; The Thousand Mile Stare, Centro Australiano de Arte Contemporáneo, Melbourne Art and Working Life: More Than a Document, Consejo Australiano de Sindicatos, Melbourne.
- 1994: Todo en familia, Biblioteca Nacional de Australia, Canberra; El espectro completo: color y fotografía en Australia de 1860 a 1990, Galería Nacional de Victoria, Melbourne y Aspectos del retrato australiano, Galería de retratos australiana, Canberra.
- 2007: Premio de Arte de la Ciudad de Hobart (ganadora), Museo y Galería de Tasmania; Ensueños de Hobart: fotografía y mortalidad, Galería Nacional de Retratos, Canberra; Josephine Ulrick / Win Shubert Photography Award (finalista), Gold Coast, City Art Gallery
- 2015: La fotografía se encuentra con el feminismo: fotógrafas australianas de los años 70 a los 80, Monash Gallery of Art. Se trata de una exposición que identifica la relación entre la fotografía y dos importantes reformas sociales de las décadas de 1970 y 1980: la liberación de la mujer y el feminismo. Además, destaca la progresión de las técnicas y prácticas fotográficas que fueron posibles gracias a las fotógrafas de este período de la historia de Australia.[8]
- 2015: Color My world: fotografía australiana coloreada a mano, Galería Nacional de Australia. La primera exposición de este tipo que muestra fotografías coloreadas a mano de varios artistas, incluida Maddison. En esencia, esta colección celebra una práctica que entró en declive pero que luego resurgió en los últimos tiempos.[6]
- 2018: Cuartos oscuros: Mujeres dirigiendo la lente 1978-98 .